# Ayerbe (apellido)
Desde tiempos remotos hay ejemplos de personas a las que se añadía a su nombre propio un apelativo toponímico para indicar su origen o vinculación geográfica, como Tales de Mileto o Jesús de Nazaret. Con el paso de los siglos, estos apelativos comenzaron en algunos casos a transmitirse de forma hereditaria hasta convertirse así en auténticos apellidos. Esta costumbre empezó a hacerse popular entre las familias nobiliarias en España a partir del siglo XIII, durante el periodo histórico de la Reconquista. Ayerbe, y sus variantes Aierbe y Ayerve, es un apellido de tipo toponímico que se corresponde con dos lugares localizados en el norte de Aragón: la villa de Ayerbe, en la comarca de la Hoya de Huesca, y el lugar de Ayerbe de Broto (deshabitado desde 1973), en la comarca del Sobrarbe.
El término Ayerbe aparece escrito por primera vez en varios documentos aragoneses del siglo XI, con distintas variantes gráficas como Aierb, Aierbe, Agierbe, Agerb y Agirbe entre otras. La referencia más antigua conocida hasta la fecha es la que consta en un documento de donaciones del rey Ramiro I de Aragón del año 1042 (Libro de la Cadena de Jaca) en el que se cita el lugar de "Aierbe" y que se corresponde con el actual Ayerbe de Broto, en la comarca del Sobrarbe.

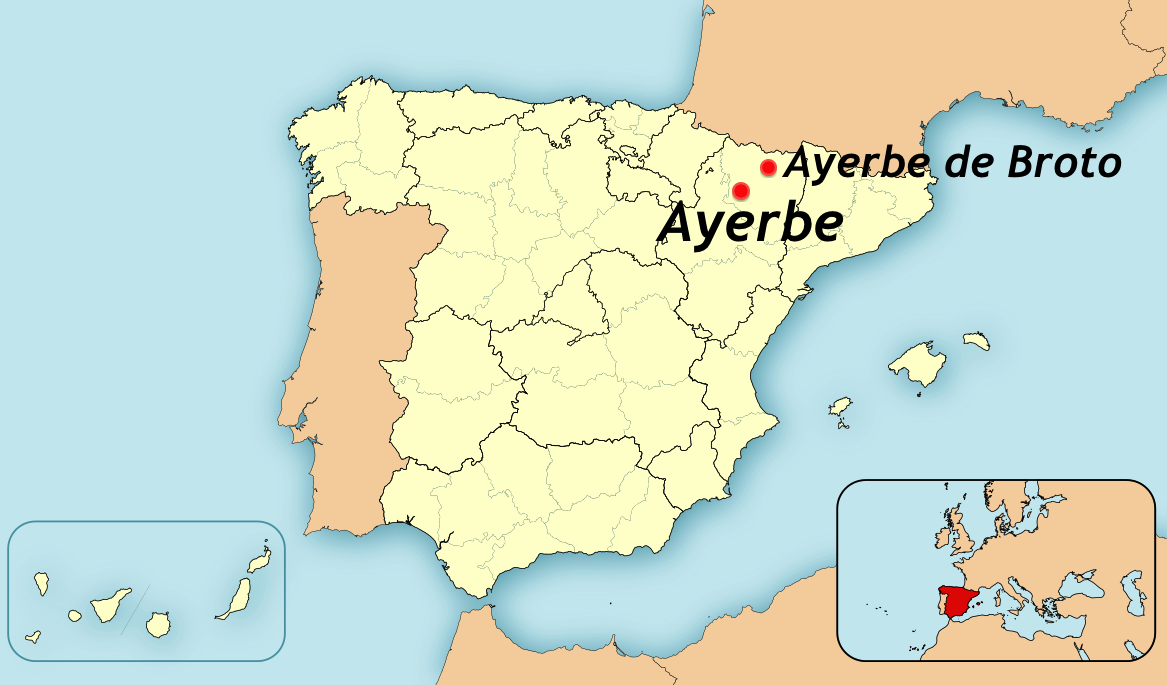
Ubicación de la Villa de Ayerbe y del lugar de Ayerbe de Broto, ambos en Aragón

## Distribución geográfica del apellido

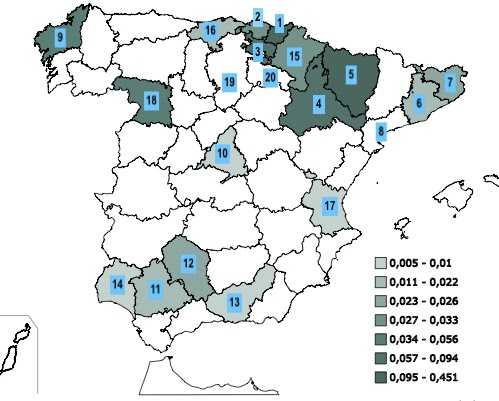
Distribución en España del apellido Ayerbe por provincias en porcentajes por 1000 habitantes, sólo como primer apellido. Fuente: INE 2019

Según los datos del Instituto Nacional de Estadística (INE) correspondientes al año 2019, en España residen 1830 personas con apellido Ayerbe, y 324 con apellido Aierbe (variante vasca del apellido), tanto como primer o como segundo apellido. Además hay 35 personas con la variante Ayerve y 39 con la variante "de Ayerbe".
En el mapa de la derecha se reflejan las provincias en donde se registran 5 o más personas con primer o segundo apellido Ayerbe, que se distribuyen de la siguiente manera (entre paréntesis se indica el número que localiza a cada provincia en el mapa):
- País Vasco: Guipúzcoa (1) 998 (306 son Aierbe); Vizcaya (2) 109 (6 son Aierbe); Alava (3) 45

- Aragón: Zaragoza (4) 153; Huesca (5) 123
- Cataluña: Barcelona (6) 155; Gerona (7) 30; Tarragona (8) 8

- Galicia : La Coruña (9) 113

- Madrid (10) 102
- Andalucía: Sevilla (11) 61; Córdoba (12) 33; Granada (13) 9; Huelva (14) 5

- Navarra (15) 55
- Cantabria (16): 27
- Valencia: Valencia (17) 22

- Castilla y León: Zamora (18) 6; Burgos (19) 5

- La Rioja (20) 6

En el cuadrante Noreste de la Península (País Vasco, Navarra, Aragón y Cataluña) se concentra casi el 80 % de los Ayerbe residentes en España. Por provincias, destaca de forma muy llamativa Guipúzcoa, que por sí sola registra el 46 % de los Ayerbe, y tras la que se sitúan con mucho menor porcentaje Zaragoza, Barcelona y Huesca. A pesar del paso de los siglos, el apellido se ha mantenido bastante arraigado en sus territorios de origen aragonés y vasco-navarro. Además de en España, hay hoy otras concentraciones significativas de residentes con este apellido en otros países principalmente en Colombia y Argentina, seguidos por Perú, Ecuador y Venezuela, y ya con menor representración en Estados Unidos y sur de Francia.

## Significado del topónimo Ayerbe
Las comarcas pirenaicas en donde se asientan la villa de Ayerbe y Ayerbe de Broto tuvieron influencias culturales prerromanas de pueblos íberos y vascones, y es en este contexto en donde se busca el origen y significado del término Ayerbe. Aunque este término se ha relacionado con el antropónimo prerromano Agius/ Aius/ Allus, y con la palabra latina Eremus ("yermo o zona no poblada anteriormente"), la teoría etimológica más aceptada actualmente lo relaciona con una supuesta lengua común que hablarían inicialmente los vascones, iacetanos y aquitanos, llamada protovasco o ibero-vasco, y de la que derivaría posteriormente el euskera actual. Según la etimología vasca, Ayerbe estaría compuesto de "ahier" que significa pendiente o inclinación, y del sufijo "-be" que significa "parte baja" o "debajo de". La palabra equivaldría a "algo que está en la parte baja de una pendiente". Sería por tanto un significado compatible con la localización de la villa de Ayerbe, que se encuentra ubicada justo a los pies de un pequeño cerro. Similar razonamiento se aplica para el pueblo de Ayerbe de Broto, en la comarca del Sobrarbe, también situado en la ladera de una montaña, y cuyos primeros pobladores debieron compartir lengua común con los del territorio de la villa de Ayerbe según el investigador B. Mascaray.

## Los primeros Ayerbe

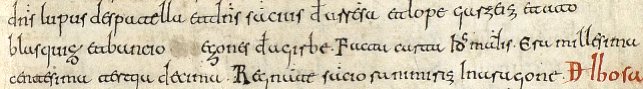
Fragmento de un pergamino (folio 46) del Cartulario del monasterio de San Juan de la Peña que hace referencia al testamento de un tal García Blázquez en el que aparece como testigo "Bancio Ezones d´ Agirbe" (ver segunda línea). Reinando Sancho Ramírez en Aragón (ver tercera línea), y fechado en 1075 (en segunda y tercera líneas aparece fechado en el año de la era hipánica de 1113 al que hay que restar 38 años para tener su correspondencia con la era cristiana actual)

La primera persona conocida hasta el momento con el apelativo "de Ayerbe" es un tal Bancio Ezones de Agirbe o Agierbe que figura como testigo en dos documentos conservados en el Cartulario de San Juan de la Peña. Uno de ellos es el testamento de un tal García Blázquez fechado en el año 1075 y el otro es una donación de una tal Oneca, familiar del anterior, de dudosa datación que podría corresponder al año 1050 o al 1088. Por el contexto de estos documentos se puede deducir que dicha persona llamada Bancio sería originaria de Ayerbe de Broto y posiblemente su apelativo no lo usó como apellido hereditario.
La primera familia conocida que debió usar el topónimo como apellido residía en Zaragoza en 1152, según se puede deducir a través de los Documentos del Pilar en los que vienen recogidos los nombres de Fortún Sanz de Ayerbe, su hermano García Sanz de Ayerbe y el hijo de éste llamado Pedro de Ayerbe. 
A lo largo del siglo XI y siglo XII se registran unas 20 personas aragonesas con este apelativo, de las cuales es posible que en algún caso se comenzara a usar como apellido. Se localizan en lugares de Aragón como la propia villa de Ayerbe, las ciudades de Huesca y Zaragoza, y las comarcas del Sobrarbe y de las Cinco Villas. Además de la familia de Zaragoza previamente citada, destacan también los personajes como Fortún López de Ayerbe que fue gobernador de la villa de Ayerbe (1118-1134), Andrés de Ayerbe que fue secretario de la Casa Real aragonesa (sobre 1150), Morel de Ayerbe (sobre 1160 en las Cinco Villas) y Pedro de Ayerbe (sobre 1180) que fueron importantes terratenientes, y Pedro de Ayerbe y su hermano Fortún que recibieron donaciones en la comarca del Sobrabe en 1205. En el siglo XIII, aumenta considerablemente el número de personas con apelativo Ayerbe que aparecen en distintos documentos aragoneses.

## Linajes del apellido
Diversos documentos del siglo XIII evidencian por primera vez la existencia en Aragón de los tres principales grupos familiares o linajes del apellido cuyos descendientes perviven en la actualidad: el linaje de origen Real, el de la comarca de las Cinco Villas y el de la comarca del Somontano de Barbastro. El de origen Real es un linaje independiente sin lazos familiares con los otros dos, y sobre estos otros dos restantes, a pesar de compartir apellido, no se dispone de claras evidencias respecto a si pudieron o no tener antepasados comunes. La investigación genealógica concluye que la mayoría de los Ayerbe descienden de antepasados vinculados con la villa de dicho nombre, si bien el linaje del Somontano de Barbastro pudo tener su origen en el lugar de Ayerbe de Broto. En siglos posteriores, aparecerán noticias de los Ayerbe que se establecieron en Valencia siguiendo los movimientos migratorios tras la conquista y repoblación de dicho reino por la Corona de Aragón, y de los que se establecieron en Navarra y en el País Vasco (linaje de Idiazábal).

### Linaje de origen Real

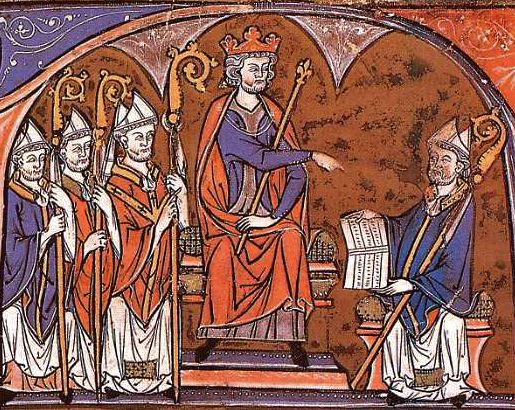
Miniatura del códice medieval "Vidal Mayor" que recopila los Fueros de Aragón (finales del). Se representa al rey Jaime I (1213-1276) recibiendo dicho códice. Su hijo el infante don Pedro de Ayerbe fue el fundador del linaje Real de este apellido.

Este linaje tiene su origen en el infante don Pedro, el segundo de los hijos que el rey Jaime I de Aragón tuvo con Teresa Gil de Vidaure, su tercera mujer. Tras la muerte del rey en 1276, don Pedro heredó, según el testamento de su padre, la propiedad de la villa de Ayerbe y obtuvo el título de barón. Conocido desde entonces como Pedro de Ayerbe, sus descendientes adoptaron este apellido. Su único hijo legítimo que heredó la baronía, también llamado Pedro, no tuvo descendencia legítima masculina por lo que la villa de Ayerbe pasó de nuevo a depender directamente de la Corona aragonesa. Sin embargo, a través de un hijo ilegítimo de este segundo Pedro llamado Miguel de Ayerbe, que ostentó el título de barón de Paternoy, este linaje se perpetuó y expandió mediante diversas ramas cuyos descendientes han llegado hasta nuestros días. En muchos de ellos el apellido se transmitió con la forma compuesta "Ayerbe de Aragón".
Las ramas principales de este linaje son:
- Rama aragonesa: Sus miembros perduraron en Aragón durante unos siglos, siendo unos de los últimos más relevantes Pedro de Ayerbe y Aragón, barón de Paternoy y diputado del Reino de Aragón en 1508.
- Rama italiana: Sancho Ayerbe de Aragón y Urríes, bisnieto del anteriormente citado Miguel de Ayerbe, se estableció en el Reino de Nápoles durante la conquista del mismo por la Corona de Aragón a mediados del siglo XV, y fue el fundador de la rama italiana. En 1830, fallece sin descendencia masculina José de Ayerbe de Aragón, príncipe de Cassano, extinguiéndose la rama principal de esta familia. Se consideran los legítimos herederos de la Casa Real de Aragón[5] frente a la sucesión dinástica que se acordó en el histórico Compromiso de Caspe.
- Rama valenciano-andaluza: En 1459 se confirma la hidalguía de Francisco, Diego y Fernando de Ayerbe, vecinos de la villa de Ayora (Reino de Valencia). Según el heraldista Vicente de Cadenas y Vicent, los Ayerbe de Ayora pertenecían al linaje Real y usaban su mismo escudo de armas. De ellos descienden los que se establecieron en Cuenca, ciudad desde la que posteriormente pasarían a Andalucía en la persona de Juan Antonio Ayerbe de Aragón quien se casó con Ana María de Rojas en Carcabuey (provincia de Córdoba) en 1690. Sus descendientes continúan residiendo en distintas localidades andaluzas.[6]
- Rama colombiana: Fernando Ayerbe de Aragón y Rojas, hijo del anteriormente citado Juan Antonio Ayerbe de Aragón, se trasladó a residir a la ciudad de Popayán en Colombia en 1734. Es de quién desciende la numerosa familia de los Ayerbe colombianos,[7] algunos de cuyos miembros han ocupado relevantes cargos políticos y profesionales, y siguen hoy teniendo una importante proyección social en Colombia.

### Linaje de las Cinco Villas

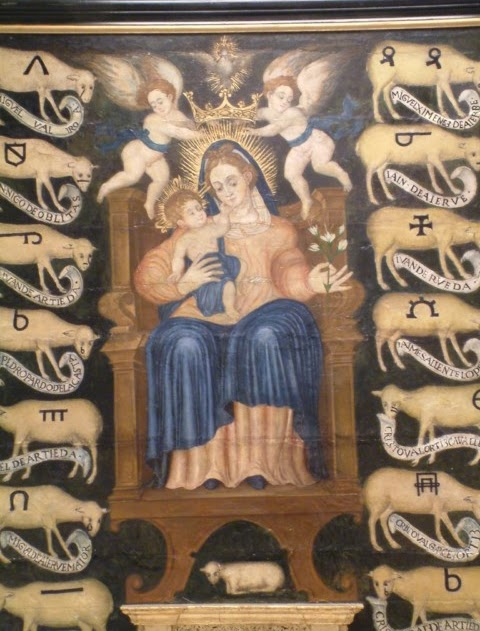
Cuadro de la Virgen de los Ganaderos de Tauste, que data de la primera mitad del, figuran 72 ganaderías de las que cuatro pertenecen a propietarios con apellido Ayerbe (Juan, Miguel, Pedro y Sancho) y tres a otros con apellido Jiménez de Ayerbe (Pedro y Miguel).

Las Cinco Villas es una comarca situada en el noroeste de Aragón que limita al este con la de la Hoya de Huesca, en donde se sitúa la villa de Ayerbe. El sur de las Cinco Villas, islamizado durante varios siglos, fue conquistado por los aragoneses sobre el año 1105. Los privilegios concedidos a sus repobladores y su cercanía con la villa de Ayerbe motivaría el asentamiento en la zona de los primeros grupos familiares procedentes de esta villa. Es en el siglo XIII cuando se identifican en esta comarca dos grupos: el que transmite el apellido con la forma simple "de Ayerbe" y el que lo hace con la forma compuesta "Jiménez de Ayerbe (Ximenez de Ayerbe). Según los expertos, ambos grupos familiares tendrían un mismo origen genealógico y serían por tanto un mismo linaje descendiente de un antepasado común. Este linaje tuvo sus principales casas familiares en la villa de Tauste. En el censo de fogajes de Aragón de 1495 se registran en Tauste siete casas cuyo titular se apellidaba Ayerbe, siendo así la localidad del reino con más miembros de este apellido. 
- Rama de los Jiménez de Ayerbe: Los primeros conocidos de este rama figuran vinculados con la villa de Ejea (al norte de la villa de Tauste), y durante el siglo XIII y siglo XIV esta familia se convirtió en una de las más influyentes de la villa,[9] en donde ocuparon importantes cargos públicos, así como también del reino de Aragón. El personaje más antiguo documentado es don Blasco Jiménez de Ayerbe, quien figura en una carta del rey Jaime I de 1271 entre los nobles más importantes de Aragón. Tanto él como Gastón y Fortún Jiménez de Ayerbe, probablemente sus hermanos, figuran en las listas vecinales de la villa de Ejea a finales del siglo XIII. La primera noticia de esta familia en Tauste es a través de la salva de infanzonía otorgada en dicha villa a favor de Juan Jiménez de Ayerbe en 1361. A mediados del siglo XVI, Pedro Jiménez de Ayerbe era titular del casal familiar y su hijo Juan Jiménez de Ayerbe e Iñiguez de Montagut obtuvo la titularidad del Señorío de Canduero, propiedad que la familia mantuvo durante unos dos siglos y que le reportó importante poder económico y social. Félix Joaquín Jiménez de Ayerbe y Alba fue el último titular de esta familia en la casa palacio de Tauste, falleciendo en 1835 y dictando testamento a favor de su sobrino Manuel Carrillo Zapata.[10]
- Rama de los Ayerbe de Tauste: El primer miembro del que se tiene noticia fue Berengario de Ayerbe que en 1247 era escribano en un pergamino del archivo parroquial de la villa. En años posteriores están documentados Rodrigo de Ayerbe como notario en 1275, y a Pedro Iñiguez de Ayerbe también como notario de Tauste en 1296. Dado que algunos cargos públicos como el de notario se solían en esa época heredar de padres a hijos, es razonable admitir que estas tres personas pertenecían a la misma saga familiar. En torno al año 1600, una de las casas de los Ayerbe de Tauste estaba representada por Miguel de Ayerbe, que fue diputado del Reino de Aragón. Su hijo Miguel de Ayerbe y Rodríguez fue Justicia de la Villa de Tauste, y una hija de éste, María Teresa de Ayerbe y de los Ríos, fue Priora del Monasterio de Sigena entre 1742 y 1758.

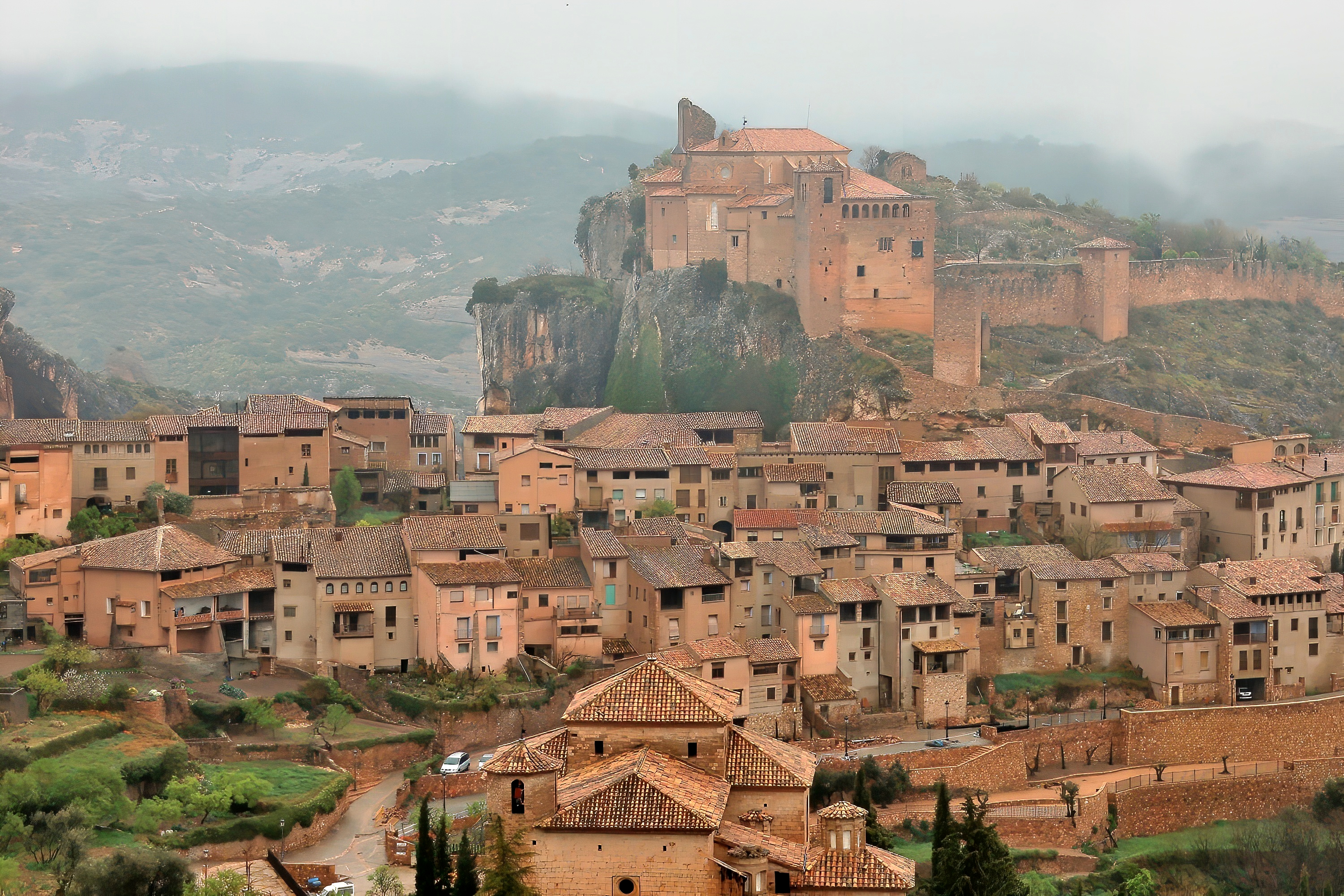
Villa de Alquezar. En su Iglesia Colegiata de Santa María figuraba como clérigo Juan de Ayerbe en 1228. A lo largo de la historia han sido varios los Ayerbe que ejercieron como clérigos y priores de la misma.

### Linaje del Somontano de Barbastro
El Somontano de Barbastro, comarca situada en el noreste de Aragón, limita al oeste con la de la Hoya de Huesca, en donde se ubica la villa de Ayerbe, y al norte con la del Sobrabe en donde se sitúa el pueblo de Ayerbe de Broto. La comarca de Barbastro, islamizada durante varios siglos, fue conquistada por los aragoneses en varias etapas a lo largo de la segunda mitad del siglo XI, y su capital Barbastro se incorporó definitivamente al reino de Aragón en el año 1101. Los Ayerbe de esta comarca estuvieron vinculados en las etapas iniciales del linaje a la villa de Alquézar y al cercano lugar de Radiquero. Gregorio García Ciprés en su artículo sobre los Ayerbe publicado en la Revista "Linajes de Aragón" (Tomo IV, 1913) reproduce unas notas manuscritas escritas por Antonio de Ayerbe, del linaje de Tauste a mediados del siglo XVII en las que se argumenta que los Ayerbe de Radiquero descienden de los de las Cinco Villas. En la actualidad, no se puede determinar la certeza del anterior relato, máxime cuando lo que se describe ocurrió cinco siglos antes de haber sido escrito. Además hechos como el que los escudos heráldicos de ambos linajes son diferentes y el que en la ejecutoria de infanzonía de los Ayerbe de Radiquero y Alquézar de 1679 no se menciona vínculo ninguno con los Ayerbe de Tauste, pone en duda esta teoría. Otras alternativas sobre el origen de estos Ayerbe serían que procedieran de un antepasado común, de la Villa de Ayerbe, independiente de los de Tauste, o bien del lugar de Ayerbe de Broto ubicado en la comarca del Sobrarbe cuyas gentes fueron las principales repobladoras del Somontano de Barbastro tras la conquista cristiana.

Las primeras referencias que se tienen de este linaje están relacionadas con la villa de Alquézar. En la Iglesia Colegiata de Santa María de dicha villa figura Juan de Ayerbe como clérigo en un documento de 1228. La mayoría de las personas citadas en este documento tienen apellidos toponímicos de lugares del Sobrarbe (Monclús, Almazorre, Arcusa, Otín). Pedro de Ayerbe figura como vecino de Alquézar en un texto de 1265, y su hijo Juan de Ayerbe ostentó el cargo de baile (funcionario fiscal) de Alquézar entre de 1293 y 1299. Pedro de Ayerbe asistió en representación de la villa a las Cortes aragonesas de 1283 convocadas en Zaragoza y en las que el rey Pedro III concedió el Privilegio General a la nobleza, villas y universidades del reino.

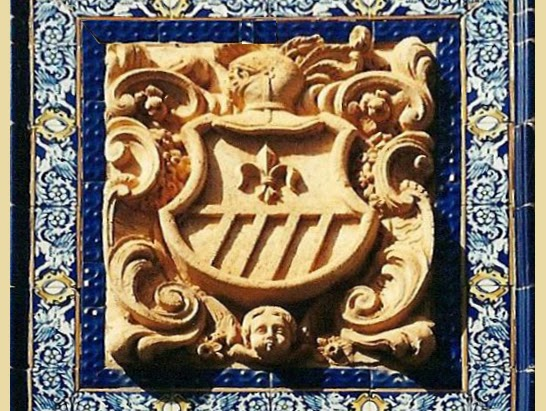
Piedra armera de la fachada de la casa de los Ayerbe en el caserío de Melés. Foto cedida por Tomás de Ayerbe Mora

- Rama del caserío de Melés de Radiquero: a finales del siglo XVI Juan de Ayerbe era el propietario del casal familiar en este caserío perteneciente al lugar de Radiquero. Se casó con María Duerto en torno al año 1575 y en la ejecutoria de infanzonía figuran los siguientes cinco hijos: Juan, Martín, Sebastián, Antonio y Miguel. La descendencia del primogénito Juan de Ayerbe y Duerto perduró por línea directa de varón en el caserío de Melés en donde residieron hasta mediados del siglo XX cuando falleció sin descendencia Salvador-María Ayerbe Marín (1900- 1966).[11][14]
- Ramas de Radiquero: varias ramas de los Ayerbe del caserío de Melés establecieron otras casas familiares en Radiquero. La mayoría de ellas pertenecían a descendientes de Martín de Ayerbe y Duerto, hijo del anteriormente citado Juan de Ayerbe. Al igual que sucedió con los Ayerbe del caserío de Melés, las distintas casas de los Ayerbe de Radiquero se fueron abandonando por estas familias, aunque todavía conservan en sus fachadas los escudos heráldicos en piedra del apellido. La última en abandonarse, a mediados del siglo XX, fue la llamada "Casa Cereza" de Radiquero, cuyos descendientes residen actualmente en su mayoría en la ciudad de Huesca.
- Rama de Alquézar: la principal familia de Alquézar descendía de Antonio de Ayerbe y Duerto, hijo de Juan de Ayerbe del caserío de Melés, que casó en 1632 con Mariana Fierro. Sus biznietos Antonio Plácido y su hermano Martín de Ayerbe Mateo y Aragón, fueron Priores de la Colegiata de Alquézar en 1752 y 1790 respectivamente, y otro biznieto Francisco de Ayerbe Mateo y Aragón fue corregidor de Gran Canaria y posteriormente de León y Granada. En el registro de infanzones de Alquézar de 1788 figuran José de Ayerbe y Xibanel (Regidor de la villa en 1783), José de Ayerbe y Xavierre, y Bernardo de Ayerbe.
- Otras ramas: descendientes de los Ayerbe de Radiquero y Alquézar residieron desde antiguo en otros lugares de la comarca del Somontano como Buera en donde en 1565 figura ya como vecino Miguel de Ayerbe, Colungo, San Pelegrín, Azlor, Azara, Asque y Bespén. En siglos más recientes, también establecieron casas familiares en Abiego, Adahuesca, y Sesa entre otros lugares.

### Linaje vasco-navarro

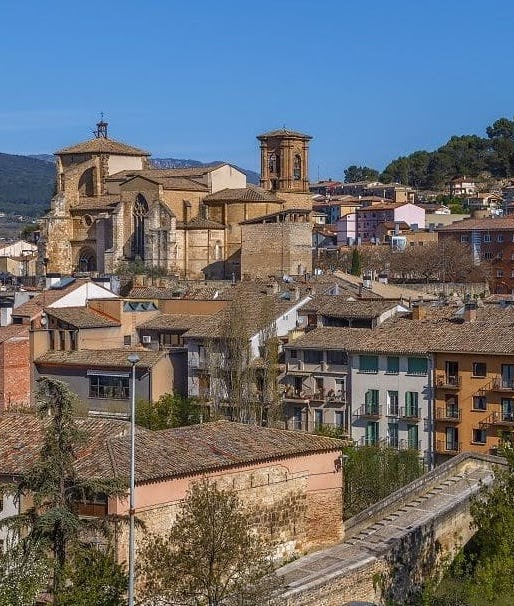
Estella (Navarra). Vista del Barrio de San Miguel, en donde Pedro Pascual de Ayerbe, vecino de Estella, recibió la donación de una casa en 1327.

Al ser el reino de Navarra limítrofe por el este con la comarca aragonesa de las Cinco Villas, los Ayerbe navarros podrían descender del linaje de las Cinco Villas, o bien ser un linaje independiente descendiente de alguien oriundo de la villa de Ayerbe. Las primeras referencias del apellido en Navarra aparecen en Estella en el siglo XIV con Pedro Pascual de Ayerbe, que en 1327 era carnicero y recibe la donación de un casa en la parroquia de San Miguel de dicha villa. Pedro de Ayerbe, residente en la parroquia de San Miguel de Estella y muy probablemente hijo del anterior, y su hijo Juan Pérez de Ayerbe, figuran pagando peaje en el mercado de Tudela en 1366.  Pedro fue uno de los más importantes mercaderes del siglo en el reino de Navarra y aparece asociado a la ruta comercial del hierro y acero entre Estella y Tudela.  También comerciaba con otros productos como aceite, algodón, azafrán, zumaque y vino. Desde Tudela, se red comercial llegaba hasta Pamplona, Guipúzcoa y Zaragoza, y parece que tuvo bastantes conexiones aragonesas, por lo que quizás se podría deducir que tuviera vínculos o antepasados aragoneses en relación con su apellido. Martín y Nicolás de Ayerbe eran también vecinos de Estella en 1366. En Tudela era vecino en 1350 Domingo de Ayerbe y en 1512 un tal Pedro de Ayerbe, clérigo de la iglesia de Santa María.
Los Ayerbe de Guipúzcoa (País Vasco) representan en la actualidad el grupo de individuos con apellido Ayerbe (o su variante vasca Aierbe) más numeroso de España con destacada diferencia. La mayoría de ellos siguen residiendo en poblaciones guipuzcoanas del valle del río Oria como Idiazábal, Atáun, Villafranca de Ordicia, Legazpi, Lazcano, Tolosa y Zarauz. En la Enciclopedia Auñamendi se cita el término Ayerbe como el nombre de uno de los caseríos antiguos de la villa de Idiazábal. Dicho caserío no aparece documentado entre los de los siglos XI al XIV, por lo que o bien no fue censado o bien es un caserío que se estableció más tarde. Se desconoce el origen de este linaje, pero siguiendo la teoría de las proximidades geográficas pudiera ser que descienda de los Ayerbe navarros, dado que Idiazábal es territorio fronterizo con Navarra. Las primeras noticias del apellido se tienen por el casamiento en Idiazábal de Pedro Ayerbe de Goyenechea en 1586. 
- En las Juntas Generales de Guipúzcoa probaron su hidalguía los siguientes Ayerbe de Idiazábal: los hermanos José, Pedro y Domingo de Ayerbe en 1676; José de Ayerbe en 1687; los hermanos Francisco e Ignacio de Ayerbe y Ayestarán en 1730; José Javier, María Ramona y María Francisca Ignacia, hijos de Juan Antonio Ayerbe y de Josefa García Antonia de Arrese, representados por éste por ser menores de edad en 1773.
- Probaron su hidalguía José y Francisco de Ayerbe, vecinos de Ataun en 1773, y Juan Bautista de Ayerbe e Iriarte, vecino de Asteasu en 1758.

### Linajes valencianos

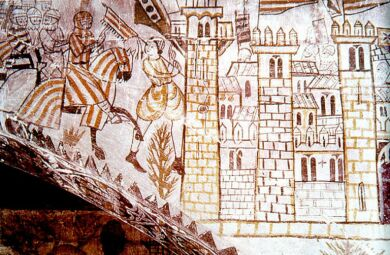
Pintura mural del del Castillo de Alcañiz que representa al rey Jaime I de Aragón entrando en la ciudad de Valencia tras su conquista

Las tierras valencianas limitan con el sureste de Aragón, y fueron conquistadas por el rey Jaime I de Aragón a lo largo de la primera mitad del siglo XIII (1232-1245) e incorporadas a la Corona como un nuevo reino independiente. Entre las tropas del rey Jaime I en esta conquista cabe destacar la importante participación aragonesa, principalmente de los Tercios de Daroca, Teruel y Calatayud, siendo los habitantes de estas comarcas del sur de Aragón los que más se beneficiaron del reparto de tierras y casas en Valencia. Varias personas con el apelativo de Ayerbe recibieron en el siglo XIII donaciones en poblaciones como Burriana, Morella, Segorbe, Játiva, Penáguila, Cocentaina y en la propia ciudad de Valencia. Aunque se desconoce su lugar exacto de procedencia dentro de Aragón, es probable que fueran originarias de dichas comarcas, y que descendieran probablemente del linaje de la Cinco Villas y de familias de Zaragoza. Al menos en el caso de un tal Pedro de Ayerbe se conoce por lo escrito en el "Llibre del repartiment" que era oriundo de Daroca y que recibió una casa en Játiva en 1244. 
Sin embargo, dentro del territorio valenciano, es principalmente en la ciudad de Valencia donde ha perdurado hasta la actualidad el apellido Ayerbe. Ya en 1344, Andreu de Ayerbe figura como vecino de la parroquia de la Santa Creu de dicha ciudad, pero no se puede determinar si hubo una continuidad de su linaje hasta hoy, y lo más probable es que haya habido en Valencia familias de distintos linajes. Así por ejemplo entre 1533 al 1552 hay varios documentos sobre un maestro de platería de la ciudad llamado Juan de Ayerbe que era originario de Navarra. En Jérica quizás hubo también un grupo familiar del apellido ya que Miguel de Ayerbe figura en 1273 como propietario de un molino, y en 1421 Felipe de Ayerbe era vecino de dicha villa. 
En el censo de fogajes del Reino de Valencia de 1510, similar al que se realizó en Aragón en 1495, se registraban 3 hogares en la ciudad de Valencia cuyo titular se apellidaba Ayerbe, y 2 hogares en la villa de Jérica. En 1653 y en Valencia, probaron su limpieza de sangre ante la Inquisición Vicente Ayerbe Molina San Juan y Trilles, natural de Valencia, y su mujer Agustina Rodríguez Castelló. También en dicha ciudad están fechadas entre 1649 y 1657 varias obras del pintor Juan de Ayerbe. 
Además también en el reino de Valencia se estableció una rama de los Ayerbe del linaje Real en la villa de Ayora (ver sección Linaje de origen Real)

### Otros grupos familiares
A lo largo del siglo XIII va aumentando el número de personas con apelativo Ayerbe que aparecen en distintos documentos aragoneses. Excluyendo aquellas personas pertenecientes a los linajes anteriormente descritos y que usaban el apelativo como apellido hereditario, hubo casos en dicho siglo y en los siguientes en los que no se han podido adscribir a un linaje concreto o que fueran pequeños grupos familiares independientes que se extinguieron. Algunos de estos ejemplos fueron los siguientes: 
- Huesca y su comarca:[Notas 2] Domingo de Ayerbe y su mujer reciben en 1234 unas casas en el barrio de la Catedral de Huesca, y figuran como testigos y vecinos de dicha ciudad en dos documentos notariales de 1250 y 1252. En la cofradía de san Lorenzo de Loreto fundada sobre 1240 en Huesca, figuran en dicho año Juan de Ayerbe como capellán, y los cofrades Vicente, Pedro, García y Martín de Ayerbe. En la cofradía de San Lorenzo de Huesca figuran como cofrades en 1420 el clérigo Juan de Ayerbe, el notario Juan de Ayerbe, y Antón de Ayerbe. Miguel de Ayerbe, vecino de la villa de Ayerbe figura como testigo en sendas salvas de infanzonía de 1361 y 1397. En 1315 se otorga salva de infanzonía a Fernando de Ayerbe, vecino de Almuniente. Juan de Ayerbe, oriundo de la villa de Ayerbe, figura como estudiante de Bachiller de Artes en la universidad de Salamanca en 1540

- Zaragoza y su comarca: Desde poco después de la conquista de Zaragoza en 1118 por las tropas aragonesas del rey Alfonso I hasta la actualidad, dicha ciudad siempre ha tenido vecinos con el apellido Ayerbe. Se citó previamente a la familia de Fortún Sanz de Ayerbe que residía en 1152. Como capital de reino ha sido centro de atracción para numerosa población, y los Ayerbe zaragozanos han tenido distintos orígenes. Probablemente la mayoría hayan sido del linaje de las Cinco Villas por su cercanía geográfica, como los Jiménez de Ayerbe entre los que destacan Sancho Jiménez de Ayerbe que fue Justicia de Aragón entre 1322 y 1332, o Jaime Jiménez de Ayerbe que fue Rector de la Universidad de Zaragoza entre 1616-1617 y 1619-1620. También hubo vecinos pertenecientes al linaje Real como Blanca de Ayerbe, hija del infante don Pedro, que fue enterrada en 1369 en el convento de los Predicadores de la ciudad. Otros notables vecinos de Zaragoza fueron Juan de Ayerbe a quien se otorga en 1304 salva de infanzonía, Santiago de Ayerbe que fue Prior del Santuario del Pilar de Zaragoza en torno al año 1600, y Juan de Ayerbe que era infanzón en 1613. En los históricos sitios de Zaragoza (1808-1809) figura el vecino Mariano Ayerbe en una de las listas de fallecidos. En las proximidades de Zaragoza destaca un tal Pedro, hijo de Felipe de Ayerbe, que acudió en representación del concejo de la villa de Zuera al Juramento de la Unión hecho en dicha ciudad en 1283.
- Comarcas de Calatayud, Daroca y Alcañiz: Los Ayerbe de estas comarcas debieron ser descendientes de los linajes de las comarcas limítrofes de Cinco Villas y Zaragoza. Parte de la población de las comarcas de Calatayud y Daroca participaron en la reconquista y repoblación de Valencia, y en un documento de la época se refiere que un tal Pedro de Ayerbe recibió una casa en Játiva en 1244 y que era oriundo de la villa de Daroca. Alda de Ayerbe y Nicolás de Ayerbe figuran como vecinos de Calatayud en 1253 y 1301 respectivamente. Juan de Ayerbe, del linaje de Tauste, figura como infanzón y vecino de la villa de Alcañiz en 1470.

En el censo de fogajes de Aragón de 1495, se registraron 28 hogares con apellido Ayerbe, que según estimaciones para esa época corresponderían a un total aproximado de 100 personas. Estas personas se concentraban en la actual comarca de las Cinco Villas (villas de Tauste y Ejea) con 8 hogares (linaje de las Cinco Villas), en las comarcas de Calatayud, Daroca y Alcañiz con 12 hogares, y en la comarca y ciudad de Zaragoza con 6 hogares. El censo de completaba con un hogar en Ayerbe y otro en Radiquero (linaje del Somontano de Barbastro). A resaltar que en Huesca, donde residieron bastantes personas con apellido Ayerbe en siglos anteriores, no se registró ningún hogar en dicho censo.
- Cataluña: En el primer censo general de Cataluña, hecho en 1497, no se registra el apellido Ayerbe. Tampoco se registra en los censos parciales de los años 1358 y 1553. Sin embargo, dada la proximidad geográfica de Cataluña con Aragón y Valencia, se han tenido noticias de varios Ayerbe que residieron puntualmente en dicha región como Sancho López de Ayerbe, aragonés y arzobispo de Tarragona entre 1347 y 1357; Ferrán de Ayerbe, valenciano de Ayora, médico y escritor que era vecino de Barcelona en 1450; y Baptista de Ayerbe que era canónigo de la Catedral de Barcelona en 1585. En siglos posteriores, la inmigración interior a las grandes ciudades hará que se establezcan grupos familiares de los Ayerbe de distintos linajes y procedencias (principalmente de Aragón y Andalucía) en el entorno sobre todo de Barcelona.
- Galicia: Se conserva una ejecutoria de un pleito litigado por Domingo Silvestre Ayerbe y su mujer, que eran vecinos de El Ferrol (La Coruña) de 1773. Asimismo hay un oficio de 1810 de la Xunta Provincial de Santiago para que se permita ejercer sus oficios de herreros y curtidores a Joaquín de Igüeralde, Juan Bautista Ayerbe y Juan Cruz de Izarraguirre, vecinos de Tolosa, huidos de la dominación francesa. Lo más probable es que los Ayerbe que actualmente residen en Galicia desciendan de antepasados del linaje vasco de Guipúzcoa.

## Escudos del apellido
Los escudos de armas o blasones heráldicos aparecen en Occidente a principios del siglo XII. En un primer momento son de carácter personal y después pasan a ser hereditarios para los descendientes de una misma familia o linaje. Por lo tanto, puede suceder que personas del mismo apellido, dependiendo del linaje al que pertenezcan, tengan distintos escudos o incluso no tenerlos según su historia familiar. El escudo pertenece a un linaje determinado y NO al apellido, y por ello el uso correcto de un escudo de armas o blasón tiene que ser demostrado mediante una investigación genealógica previa. La colección de escudos que se expone a continuación ha sido obtenida del sitio web www.heraldaria.com
|  | El escudo Ayerbe está blasonado así: Palado de oro y gules (ARAGÓN) y sobre el todo una cruz de plata a todo trance, cargada de cinco escudetes de oro, cargada cada uno con una faja de azur (VIDAURRE) Armas del infante Don Pedro de Ayerbe del siglo XIII, hijo del rey Jaime I de Aragón y de Teresa Gil de Vidaurre. Estas armas las usaron los descendientes de Don Pedro en Aragón y los establecidos en Ayora (Reino de Valencia), y en Carcabuey (Andalucía). Pasó al País Vasco. Pasó a Valencia como AYERVE. |

|  | El escudo Ayerbe está blasonado así: Escudo cortado: 1.º, en campo de azur una flor de lis de oro, y 2.º, palado de oro y gules (ARAGÓN). Armas de los Ayerbe de Radiquero y Alquézar y sus ramas de la comarca del Somontano de Barbastro. En la actualidad todavía se conservan varias casas blasonadas en su fachada con este escudo en piedra, en los lugares de Radiquero, Alquezar y Buera |

|  | El escudo Ayerbe está blasonado así: En campo de azur, un castillo de plata, aclarado de gules, con una bandera de plata en el homenaje y dos leones afrontados y empinados al castillo. Armas de Nicolás de Ayerbe del siglo XIII según las "Trovas de Jaume Febrer". Escudo posteriormente usado por los de Navarra. |

| Blason à dessiner | El escudo Ayerbe está blasonado así: En campo de sinople, un árbol de oro, y tres lobos e sable, pasantes al tronco. Ataun (Guipúzcoa) |

| Blason à dessiner | El escudo Ayerbe está blasonado así: Ondeado de azur y plata. Sobre el todo, una torre de plata. Ataun (Guipúzcoa). |

| Blason à dessiner | El escudo Ayerbe está blasonado así: En campo de gules, tres espigas de oro. |

| Blason à dessiner | El escudo Ayerbe está blasonado así: bandado ondeado de azur y plata. |

| Blason à dessiner | El escudo Ayerbe está blasonado así: En campo de oro, cuatro palos de gules, y, sobre el todo, una cruz de plata; bordura de azur con seis escudetes de oro. Aragón. Pasó a Valencia como AYERVE. |

| Blason à dessiner | El escudo Ayerbe está blasonado así: En campo de oro, cuatro palos de gules, y, sobre el todo, una cruz de plata; bordura de azur con seis escudetes de oro. Aragón |

| Blason à dessiner | El escudo Ayerbe está blasonado así: En campo de gules, un castillo de tres torres, de oro. Aragón |

| Blason à dessiner | El escudo Ayerbe está blasonado así: palado de oro y gules; bordura de azur, con cinco escudetes de oro, cargados de una faja de azur. |

| Blason à dessiner | El escudo Ayerve está blasonado así: En campo de azur, un castillo de plata, con la torre donjonada, mazonado y aclarado de sable, y dos leones afrontados y empinados a él, armados y linguados de gules. Valencia |

| Blason à dessiner | El escudo Ayerve está blasonado así: Cuartelado: 1.º, en campo de oro, cuatro palos de gules; 2.º, en campo de gules, un castillo de oro; 3.º, en campo de plata, dos lobos al natural; bordura de gules, con ocho aspas de oro; 4.º, en campo de oro, un león de gules, apoyado en escudete de oro, con cuatro palos de gules. Lleva por timbre la corona de los reyes de Aragón. Aragón |

| Blason à dessiner | El escudo de Ayerve está blasonado así: Partido: 1.º, en campo de oro, cuatro palos de gules (AYERVE)y 2.º, en campo de plata, dos lobos pasantes al natural uno encima de otro; bordura de gules, con ocho aspas de oro (PRIETO). Ayora (Valencia), Joaquín de Ayerve, año 1832. |

| Blason à dessiner | El escudo Ayerve está blasonado así: Cortado y semipartido: 1.º, en campo de oro, cuatro palos de gules; 2.º, en campo de gules, un castillo de oro; 3.º, en campo de oro, un león rampante de oro, con escudete que sostiene con sus garras, cargado de cuatro palos de gules en campo de oro, cimado de la Corona Real de Aragón. Ayora (Valencia) |

| Blason à dessiner | El escudo Aierbe está blasonado así: En campo de oro, cuatro palos de gules; bordura de plata, cargada de ocho escudetes de sinople, cargada cada una con una faja de oro. Cataluña |

| Blason à dessiner | El escudo Aierbe está blasonado así: En campo de oro, cuatro palos de gules; bordura de plata, cargada de ocho escudetes de plata, cargada cada una con una faja de oro. Cataluña |

| Blason à dessiner | El escudo Aierbe está blasonado así: Una cruz llana de plata, cantonada de oro, con dos palos de gules, y cargada de cinco escudetes de plata cargada cada una con una faja de azur. Cataluña |

| Blason à dessiner | El escudo Aierbe está blasonado así: Cortado: 1.º, en campo de azur, una flor de lis de oro y 2.º, cuatro palos de gules Cataluña |

|  | El escudo Ayerbe de Aragón está blasonado así: Palado de oro y gules (ARAGÓN). Bordura de azur con cinco escudetes de oro, cargada cada uno de una faja de azur (VIDAURRE). Línea que pasó al reino de Nápoles en el siglo XV, descendientes de Miguel de Ayerbe, nieto del infante Pedro de Ayerbe. |

| Blason à dessiner | El escudo Ayerbe de Aragón está blasonado así: Palado de oro y gules (ARAGÓN). Bordura de azur con ocho escudetes de oro, cargada cada uno de una faja de azur. Variante del anterior. |

|  | El escudo Jiménez de Ayerbe está blasonado así: Bandado ondeado de plata y azur. Franco cuartel de oro, con una flor de lis de gules. Originario de Tauste (Zaragoza) |

| Blason à dessiner | El escudo Jiménez de Ayerbe está blasonado así: Bandado ondeado de plata y azur. Franco cuartel de azur, con una flor de lis de oro. Armas usadas por Don Blasco Jiménez de Ayerbe en el siglo XIII y por algunos del linaje originarios de Zaragoza. |

## Personajes
El siguiente listado es una recopilación de algunos Ayerbe que a lo largo de la historia alcanzaron notoriedad por diversos motivos en la sociedad de su tiempo.

### Del linaje Real

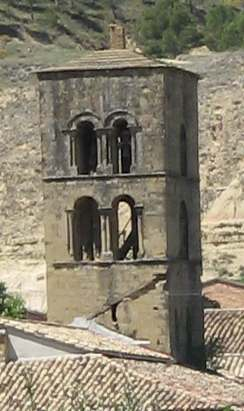
Torre campanario de la iglesia románica de Santa María en la villa de Ayerbe. De esta villa tomaron su apellido los descendientes del linaje Real. Pedro II de Ayerbe, hijo del infante don Pedro de Ayerbe, dispuso allí su enterramiento

- Pedro de Ayerbe: hijo del rey Jaime I de Aragón, nació en torno al año 1257 y falleció joven sobre 1290. Tras la muerte del rey en 1276, heredó el castillo y villa de Ayerbe con el título de Barón junto con otros castillos y lugares, y también recibió heredades en el Repartimiento de Murcia a finales del siglo XIII. En 1284 ejerce por encargo real como mediador en los conflictos entre el Obispado de Huesca, por un lado, y los Jurados y ciudadanos oscenses, por otro. Fue uno de los que iniciaron y encabezaron la rebelión de la nobleza aragonesa, denominada la Unión de Aragón, en defensa de sus privilegios frente a su sobrino el rey Alfonso III. En 1287 este rey tuvo que ceder a las reivindicaciones de los nobles rebeldes y firmar los Privilegios de la Unión.

- Sancho López de Ayerbe. Bisnieto del rey Jaime I de Aragón, aunque por línea de descendencia ilegítima. Nació en algún lugar próximo a la ciudad de Huesca. Célebre predicador y maestro en teología. Nombrado Obispo de Tarazona en 1343, permaneció siempre al lado del rey, sin llegar a residir en dicha diócesis. En 1347, fue elegido Arzobispo de Tarragona, y se trasladó a vivir a esa sede, donde falleció en 1357. Celebró cuatro concilios diocesanos y se destacó por su conducta ejemplar durante la epidemia de peste bubónica que asoló Tarragona en 1348.
- Miguel de Ayerbe. Barón de Paternoy en torno al año 1330. Bisnieto del rey Jaime I y nieto del infante Pedro de Ayerbe. Estuvo involucrado en la rebelión de los nobles de la Unión de Aragón contra Pedro IV. Sancho Ayerbe de Aragón: también llamado Sancho Pérez de Ayerbe, nieto de Miguel de Ayerbe, estuvo involucrado en las revueltas en contra del Compromiso de Caspe.
- Sancho Ayerbe de Aragón y Urríes: Sirvió como caballero en el ejército de Alfonso V de Aragón durante la conquista del Reino de Nápoles y fue distinguido con la posesión del señorío de Simeri (Calabria). Filiberto de Ayerbe de Aragón: Recibió por herencia materna el Principado de Cassano, y su hijo José de Ayerbe de Aragón, también por herencia materna, el Duquesado de Alessano en la segunda mitad del siglo XVIII. Ferrán de Ayerbe: en 1453 se le cita como maestro y miembro del Estudio General de Artes y Medicina de Barcelona. Fue médico personal de Pedro de Avís, Condestable de Portugal.
- Rama de Colombia: Carlos Ayerbe Arboleda (1908-1968) fue Teniente Coronel del ejército colombiano y destacó por sus acciones heroicas defendiendo las fronteras de Colombia durante el conflicto amazónico con Perú en 1932. Aurelio Caicedo Ayerbe (1921-1998) fue ministro de Trabajo y posteriormente de Educación de Colombia entre 1953 y 1955, embajador ante las Naciones Unidas y ante la Santa Sede. Alina Muñoz Ayerbe (1917-1992), fue representante en la Cámara nacional colombiana por el Departamento del Cauca, y secretaria general de la Dirección Nacional Liberal. Reinaldo Ayerbe Chaux, hispanista, investigador y profesor de la Universidad de Illinois (Chicago. EE.UU),  es autor de numerosos artículos y ensayos, especialmente sobre literatura medieval española. Gerardo Ayerbe Chaux (1916-2011), general del ejército y ministro de Defensa de Colombia entre 1967 y 1970, fue nombrado en 1982 miembro de la Comisión de Conciliación Nacional para el conflicto armado colombiano.

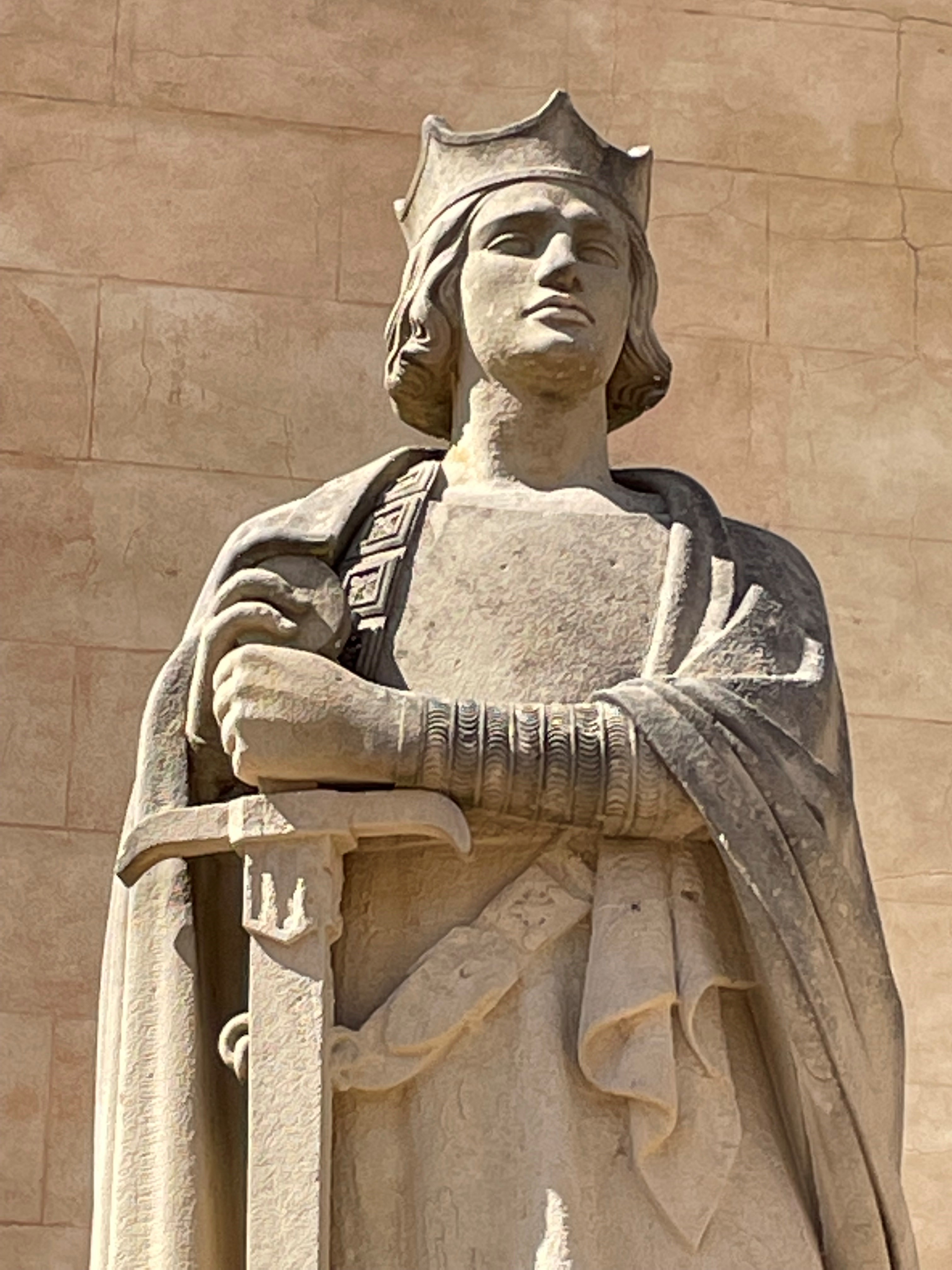
Estatua del rey Alfonso III en la plaza de la Conquista en Mahón (Menorca). Fue erigida en 1950 y realizada por el escultor Frederic Marésen. Blasco Jimenez de Ayerbe fue uno de los nobles de confianza de este rey, y formó parte de la expedición catalano-aragonesa que conquistó Menorca en 1287.

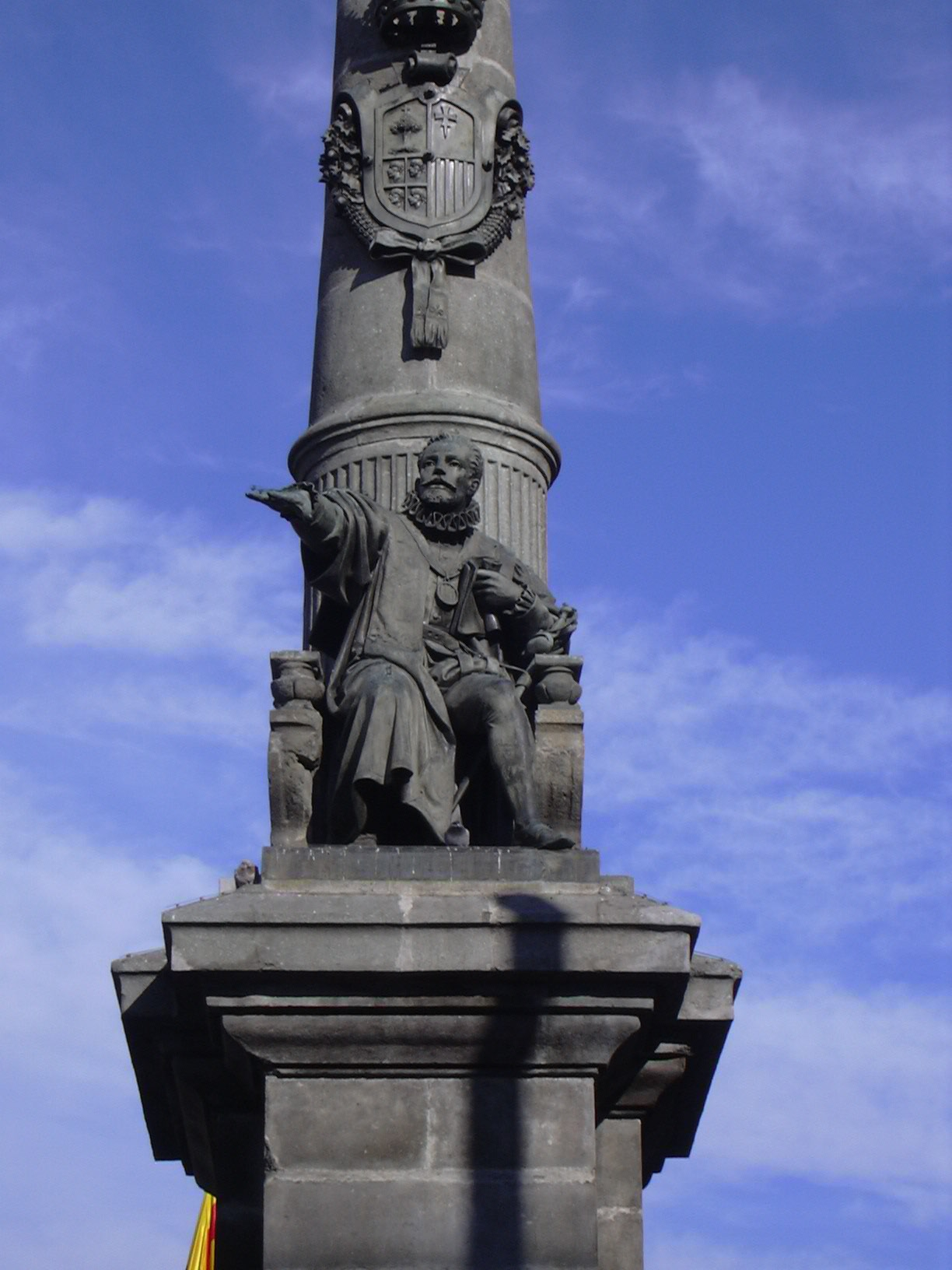
Monumento al Justicia de Aragón (Zaragoza). En el pedestal del monumento está incrustada una placa de bronce en la que están escritos los nombres de los Justicias de Aragón, y entre ellos figura Sancho Jiménez de Ayerbe.

### Del linaje de las Cinco Villas
- Blasco Jiménez de Ayerbe: Coetáneo del infante Pedro de Ayerbe, fue mesnadero de Aragón y noble de confianza de los reyes Pedro III (de 1276 a 1285) y Alfonso III (de 1285 a 1291) quienes le beneficiaron con numerosas donaciones y privilegios. Su principal servicio a la Corona aragonesa fue la participación muy activa en la conquista de Menorca en el año 1287, en donde en nombre del rey firmó las condiciones de rendición de los moriscos de la isla.
- Sancho Jiménez de Ayerbe. Justicia Mayor de Aragón entre 1322 y 1332. Escribió "Observancias legales acerca de los usos y costumbres de los tribunales nacionales y fueros de Aragón". Considerado uno de los primeros intérpretes de los Fueros de Aragón y un gran erudito en jurisprudencia.
- Francisco de Ayerbe: En 1591 se vio involucrado en las conocidas como Alteraciones de Aragón, desencadenadas tras la llegada a Zaragoza de Antonio Pérez, secretario del rey Felipe II, que era perseguido por las tropas reales al ser acusado de graves delitos cometidos en la Corte de Madrid. Tanto Francisco de Ayerbe como otros amigos ayudaron a Antonio Pérez en su huida, motivo por el que fueron arrestados y decapitados a finales de 1591.
- Jaime Jiménez de Ayerbe: Rector de la Universidad de Zaragoza entre 1616-1617 y 1619-1620. El rey Felipe IV lo nombró Abad del Monasterio de Montearagón en 1630, en donde redactó en 1632 unos nuevos estatutos para regular la vida monástica. Félix-Joseph de Ayerbe Beaumont y Navarra, bautizado en Tauste en 1646, ingresó en la Orden de San Juan de Jerusalén (actual Orden de Malta) y llegó a ejercer como Gran Castellán de Amposta, máximo cargo de la Orden en Aragón. Gaspar de Ayerbe y Sada: Bachiller en Cánones en 1660 y Licenciado en Leyes en 1661. Ocupó la Cátedra de Prima en la Universidad de Huesca.

### Del linaje del Somontano de Barbastro

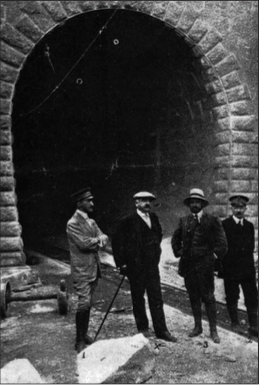
Pedro Ayerbe (primero a la izquierda) y Benito Ayerbe (cuarto a la derecha), ingenieros de montes, en las obras del túnel de Somport en Canfranc

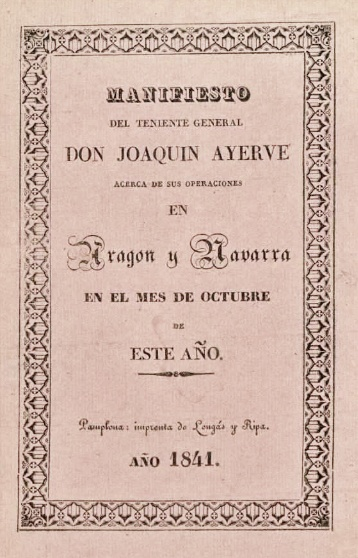
Manifiesto del general Joaquín Ayerve Castillón en el que describe los hechos acontecidos en la Capitanía General de Aragon durante los días del pronunciamiento de 1941 contra el gobierno de Espartero. Nótese que usaba su apellido con "v"

- José de Ayerbe y Ordás: Rector de la Universidad de Huesca en 1681 y catedrático de la Facultad de Cánones. Canónigo de la Catedral de Albarracín. Francisco Ayerbe Mateo y Aragón: Corregidor de la Gran Canaria en 1768, de León en 1778 y de Granada entre 1784 y 1789.
- Joaquín Ayerbe Castillón (1786-1856): Militar que luchó en la Guerra de la Independencia contra los franceses, y posteriormente en las guerras carlistas como jefe del ejército liberal. Fue Capitán General de Castilla la Vieja, de Navarra y de Aragón. Senador de las Cortes Españolas electo por la provincia de Zaragoza en 1839, y senador vitalicio en 1853.
- Francisco Naval Ayerbe (1858-1930): Religioso de la Orden Claretiana. Académico de la Pontificia Arqueológica de Roma. Publicó numerosas obras sobre arqueología. Antonio Naval Ayerbe (1857-1939): Religioso de la Orden Claretiana de la que llegó a ser elegido vicesuperior general.
- Rafael Ayerbe Castillo (1872-1926): Sacerdote, conocido popularmente como "el cura de Alquézar". Licenciado en Teología en Zaragoza en 1898. Párroco arcipreste de la Colegiata de Alquézar. Desarrolló investigaciones de botánica sobre un tipo de almendo denominado Desmayo. Miembro de la Academia de Ciencias de Zaragoza, se le condecoró con la Gran Cruz del Mérito Agrícola en 1926. Rafael Ayerbe Santolaria (1932-1992): Ilusionista conocido con el nombre artístico de "Rayers Sam" y fundador del Círculo Mágico Oscense. Se hizo popular con su conducción en moto con los ojos vendados, realizando este experimento en Italia (1960), Japón (1969) y varias veces en España. Destacado investigador del folklore aragonés, y escritor de varios libros sobre dicho tema.
- Salvador María Ayerbe Marín (1900-1966): Licenciado en Derecho, dirigió el periódico oscense "Montearagón". Miembro de la Real Academia Aragonesa de Nobles y Bellas Artes de San Luis. Delegado Provincial de Turismo de Huesca y Primer Teniente Alcalde de dicha ciudad. Escritor de numerosos temas costumbristas aragoneses.
- Benito Ayerbe Aísa (1872-1917), Pedro Ayerbe Allué (1861-1935) y José María Ayerbe Vallés (1902-1972). Los tres fueron ingenieros de montes y realizaron sus trabajos de ingeniería en los valles del Pirineo de Huesca, Pedro principalmente en el valle del río Gállego, y Benito en el del río Aragón en donde fue director del proyecto hidrológico-forestal de la construcción de la estación ferroviaria internacional de Canfranc.

### De los linajes vasco-navarro y valenciano

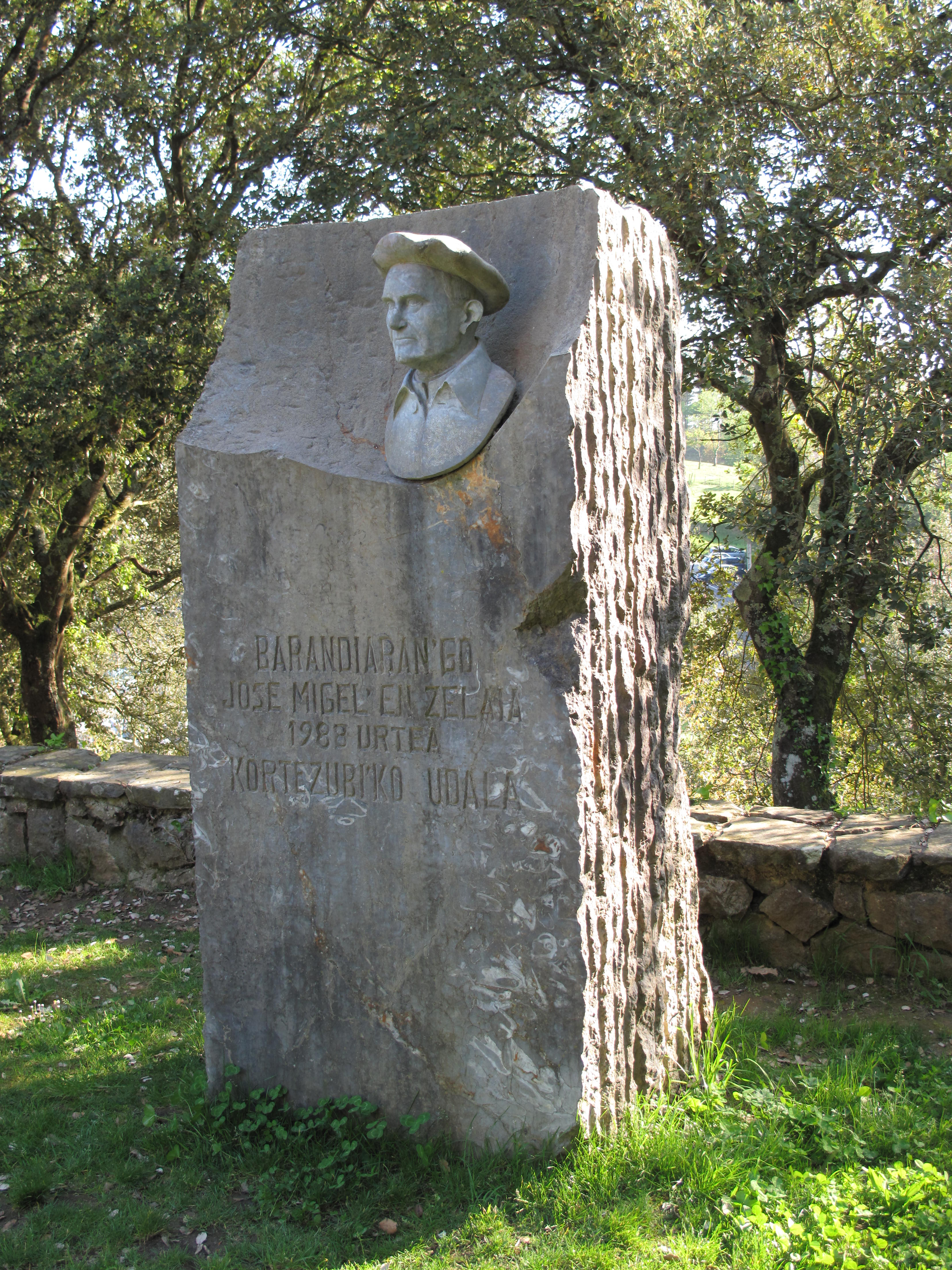
Monumento al Padre Barandiarán Ayerbe en la cueva de Santimamiñe junto a la ermita de San Mamés (Vizcaya) en donde realizó parte de su labor investigadora

- NAVARRA: Salustiana Antonia Ayerbe Castillo (1890-1967) conocida por Sor Esperanza Ayerbe de la Cruz, religiosa de las Agustinas Recoletas, misionera en China, consiguió el decreto de creación de la Congregación de las Misioneras Agustinas Recoletas de María, y fundó 40 centros en diferentes países; Inocencio Ayerbe Irañeta (1912-2001) sacerdote y capellán del Santuario de San Miguel de Aralar desde 1945 hasta su fallecimiento en 2001, revitalizó el Santuario y la Cofradía vinculada al mismo, formó parte del Consejo de Fomento del Euskera en Navarra.
- GUIPUZCOA: José Miguel Barandiarán Ayerbe (1889-1991) sacerdote, etnólogo y arqueólogo, completó su formación académica en Alemania, Bélgica y Francia, fundó la Sociedad de Estudios Vascos, fue doctor honoris causa por varias universidades españolas, y autor de más de trescientas obras y artículos; Bartolo Aierbe Urretarazu (1906-1977) fue bertsolari (improvisador de versos en vasco) y escribió dos libros sobre recuerdos y costumbres vascos de su época; su hijo Joxe Aierbe Iraola (1934-2012) fue poeta, escritor, colaborador en programas radiofónicos y articulista del Diario Vasco. Román Ayerbe Iñurrigarro (1911-1979) fue misionero franciscano en China y Japón, y Superior provincial de la orden en Andalucía. María Rosa Ayerbe Iribar (Hernani, 1954) doctora en Filosofía y Letras, profesora en varias facultades universitarias del País Vasco en las que ha ejercido diversos cargos institucionales, autora de múltiples artículos y libros en su mayoría sobre investigación de la historia medieval de Guipúzcoa.
- VALENCIA: Juan Ayerbe, y su hijo Vicente Ayerbe, pintores barrocos valencianos del segundo tercio del siglo XVII. Juan hizo un retrato del arzobispo de Valencia Isidoro Aliaga, fechado en 1649, y el resto de su obra la realizó entre 1654 y 1657 al servicio de la noble familia de Luis Guillermo de Moncada, nombrado virrey de Valencia en 1652.

### De linajes no determinados
- García Miguel de Ayerbe (García de Ayerbe). Oriundo de la villa de Ayerbe, en donde se le otorga salva de infanzonía en 1287 según la cual es hijo de Miguel Beltrán y nieto de Juan Beltrán. Fue canónigo de la iglesia de Santa María del Pilar de Zaragoza a finales del siglo XIII y procurador de Aragón en la curia del papa Benedicto XI entre 1303 y 1304. Obispo de León desde 1319 hasta su muerte en dicha sede en 1332. Escribió varias "Constituciones Eclesiásticas".
- Gastón de Ayerbe: Abad del Monasterio cisterciense de Rueda (Aragón) en 1382.
- Sancho de Ayerbe: Obispo de Térmoli (Italia) entre 1517 y 1518.
- Francisco Pradilla y Ayerbe (1673-1748): Aragonés, bautizado en Borja en 1673, emigró a Colombia a finales del siglo XVII y se le considera el fundador del municipio de Barichara.
- Joaquín de Ayerbe y Alvarado: Adelantado del Rey de España en la toma de posesión del Virrey de Nueva Granada, Antonio Caballero y Góngora, en 1782.

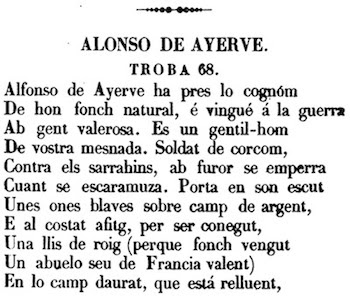

### De leyendas medievales
- Alonso de Ayerbe y Nicolás de Ayerbe son dos personajes que se citan en las "Trovas de Mosen Jaime Febrer que tratan de los conquistadores de Valencia", escritas en verso y en lengua valenciana, se atribuyen a un supuesto autor de finales del siglo XIII llamado Jaume Febrer, aunque hoy se considera que es una obra apócrifa elaborada por un tal Onofre Esquerdo en 1670. En dichas trovas se afirma que ambos caballeros participaron valerosamente en la conquista de Valencia, indicando que Alonso era oriundo de la villa de Ayerbe, y que Nicolás era de origen navarro, y se describen sus correspondientes escudos heráldicos. Aun asumiendo que fueran personajes ficticios, estas trovas reflejan la evidencia documental de la época que confirma la participación de personas con apellido Ayerbe en la conquista de Valencia.
- Fernán Sánchez de Ayerbe es citado en el manuscrito que relata el milagro de los Corporales de Daroca como uno de los capitanes de los tercios de Daroca, Teruel y Calatayud que participaron en la batalla del castillo de Chío, cerca de Luchente, durante la conquista de Valencia, y que presenciaron dicho milagro.